# فرودگاه لویانگ بیجیائو
فرودگاه لویانگ بیجیائو (به انگلیسی: Luoyang Beijiao Airport) یک فرودگاه همگانی با کد یاتا LYA است که یک باند فرود بتن دارد و طول باند آن ۲۵۰۰ متر است. این فرودگاه در شهر لوئویانگ کشور چین قرار دارد و در ارتفاع ۲۵۶ متری از سطح دریا واقع شده است.

## شرکت‌های هواپیمایی و مقصدهای پروازی
| شرکت‌های هواپیمایی   | مقصدهای پروازی                                                         |
| ------------------- | ---------------------------------------------------------------------- |
| هواپیمایی شرقی چین  | پکن، دالیان ژووشویزی، کونمینگ چانگشوی، سانیا فونیکس، شانگهای هونگچیائو |
| هواپیمایی جنوبی چین | بائوتو ارلیبان، بایون گوآنگجو، شنژن بن                                 |
| Loong Air           | چنگدو شوانگلیو، هانگجو ژیاشان                                          |
| اسپرینگ ایرلاینز    | سووارنابومی، چنگچینگ ییانگبی، هنگ کنگ، شنینگ تخین، شیاژونگ ژنگدینگ     |
| تیانجین ایرلاینز    | بیهای فوچنگ                                                            |